# Saul Wahl
Saul Wahl (1541-1617) foi, de acordo com a lenda, rei da Polônia por uma noite.

## História
O Príncipe lituano Nicholas Radziwill, desejando fazer penitência pelas atrocidades cometidas quando era jovem, realizou uma peregrinação até Roma, para consultar o Papa e descobrir qual era o melhor meio de expiar seus pecados. O papa o aconselhou a demitir todos os seus serventes e a viver durante alguns anos como um eremita. Após o término da penitência, Radziwill encontrou-se desamparado e sem dinheiro na cidade de Pádua, Itália. Seus pedidos de ajuda não foram atendidos, e a história de que ele seria um príncipe foi recebida com desprezo. Ele decidiu, então, recorrer ao rabino de Pádua, Samuel Judá Katzenellenbogen. Este o recebeu com respeito e gentilezas e forneceu meios de que ele regressasse ao seu país. Radziwill perguntou como poderia retribuir a gentileza. Ele recebeu de Samuel uma foto de seu filho, Saul, que fora para uma yeshivot alguns anos antes. O príncipe não se esqueceu do pedido, e, depois de muita procura, encontrou Saul na yeshivot de Brest-Litovsk.
O jovem Saul cativou o príncipe com sua inteligência e brilhantismo. Assim, foi convidado para integrar a corte de Radziwill, que forneceu a Saul todos os meios para investigação e estudo. Os nobres que visitavam Radziwill ficavam maravilhados com a sabedoria do jovem judeu, e, assim, a fama de Saul se espalhou pela Polônia.
Quando o Rei Stefan Batory morreu em 1586, o povo polonês dividiu-se em duas facções: os Zamoyskis e os Zborowskis. Vários candidatos ao trono apareceram, mas as facções não chegavam a um acordo. Havia uma lei que estipulava que o trono polonês não poderia ficar desocupado. Se não existisse um parente do antigo rei, um rei temporário deveria ser eleito, até que um parente fosse encontrado ou outro rei eleito.
A honra foi oferecida ao príncipe Radziwill, que recusou, dizendo que havia um homem melhor preparado, que não pertencia a nenhuma das facções: Saul. As duas facções elegeram-no por unanimidade, e, em meio aos gritos de "Viva o Rei Saul!", o sobrenome Wahl foi incorporado, pois Wahl significa "eleição" na língua alemã.
Muitos divergem sobre a duração de seu reinado. Alguns dizem que ele ficou apenas uma noite. Outros, dizem que ele ficou alguns dias no poder. O fato é que ele criou leis muito sábias que melhoraram a vida dos judeus na Polônia. Embora esta história não possa ser confirmada por fatos históricos, ganhou um lugar especial na crença do povo polonês.
Saul casou-se com Devorah Drucker, e tiveram vários filhos.

## Descendentes
Caso a lenda seja verdade, o cineasta polaco-brasileiro Stefan Wohl é seu descendente direto. Stella Wieselberg e Riane Gruss seriam descendentes do rei também.